# Brač (hudební nástroj)

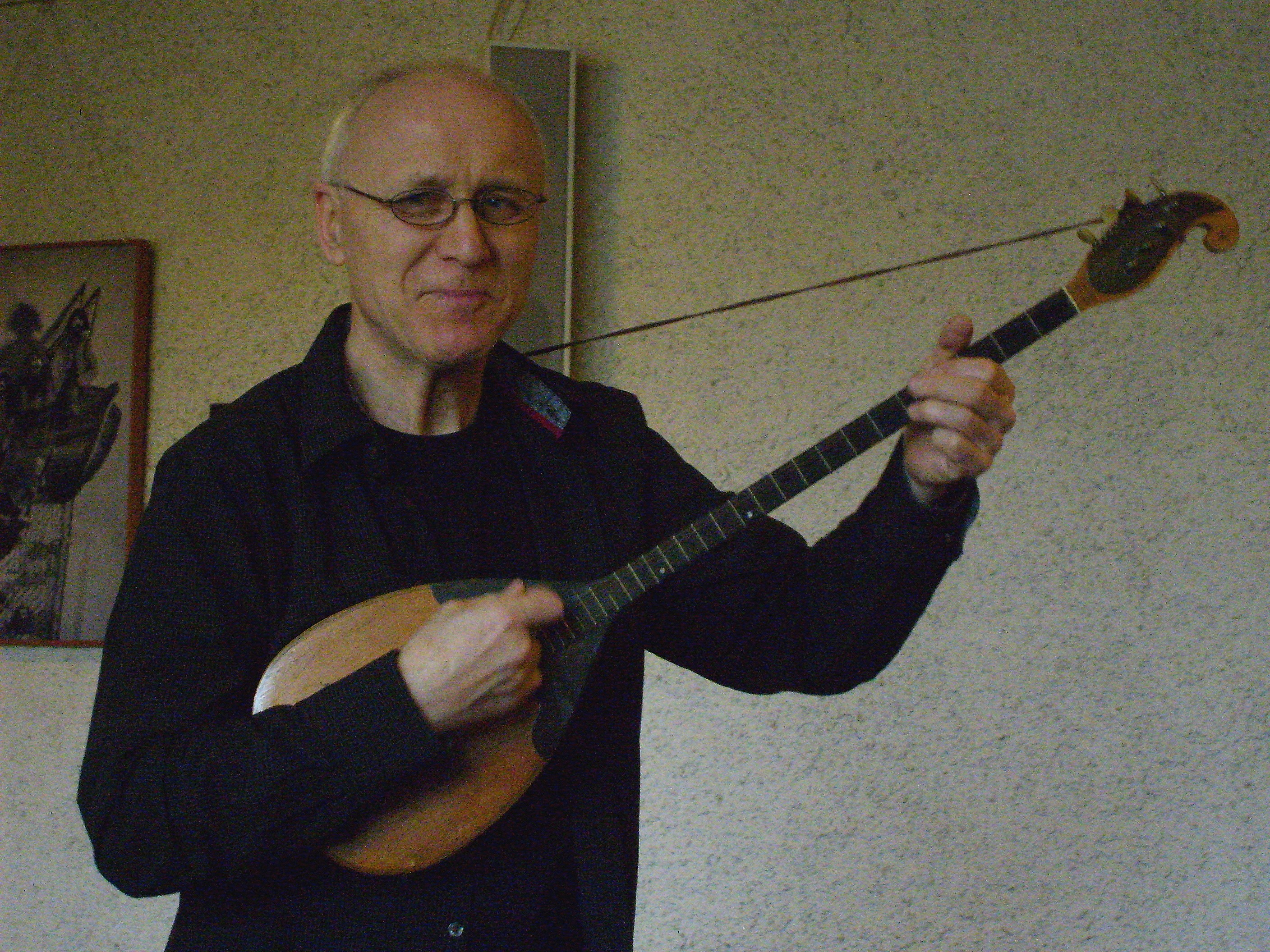
Český multiinstrumentalista Tomáš Najbrt hraje na brač

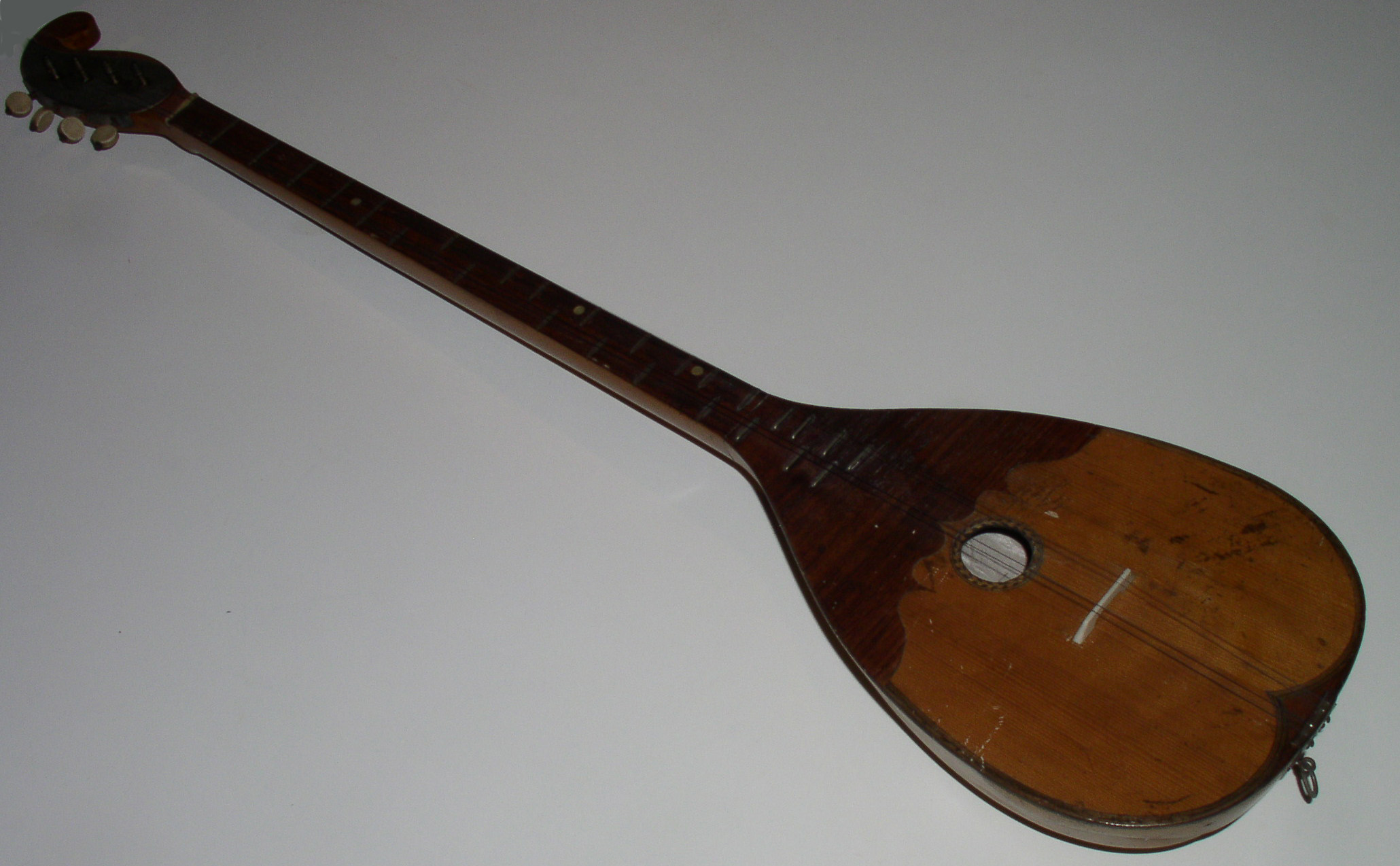
Brač

Brač je strunný drnkací hudební nástroj zřejmě indického původu (pravděpodobně se vyvinul z tamní tampury). Dnes se používá především jako sólový nástroj v balkánské lidové hudbě. Často hraje společně se sazem a kontrášnicí.
V lidové hudbě se obvykle hraje pouze na jedné struně (sboru), dlouhý hmatník přímo vybízí k hojnému využívání skluzů. Původní ladění bračů závisí na počtu strun (používají se dvou, tří, šesti i více sborové brače).